# Identi.ca
identi.ca是一个基于pump.io软件的开源社交网络和微博客服务，使用活动流协议。

## 特性
Identi.ca在pump.io上运行，与Facebook和Google+类似，允许发布限定长度的状态更新、富文本和图片。活动流协议支持大多数的活动动态如游戏。OpenFarmGame就是一个基于活动流的游戏。

## 历史

### pump.io
開發者 Evan Prodromou 選擇將站台變更為開發中的 pump.io 平台，因為 pump.io 具有更多功能，並且技術上更加先進。
Identi.ca 已於 2012 年 12月停止新使用者註冊，用來切換到 pump.io 平台（ Identi.ca 的人氣和“官方” Status.net 託管被視為阻礙創建 分散式社交網路）。 轉換已於 2013 年 7 月 12 日完成。
每個發文中只能有 140 個字符的限制已被移除（在 StatusNet 中，這是可設定的，而非固定的限制）； 所以到現在，部落格文章可以包含文字格式和圖像。至於群組,  主題標籤, 及列出熱門貼文 則尚未在 pump.io 中被實做。

## 注脚
1. 1 2  Nathan Willis. . LWN.net. March 27, 2013  [2013-05-07]. （原始内容存档于2020-11-30）.
2. ↑  Bryan Behrenshausen. . opensource.com. July 15, 2013  [2013-07-15]. （原始内容存档于2020-11-12）.
3. ↑  .   [2013-09-25]. （原始内容存档于2016-01-24）.
4. ↑  .   [2013-09-25]. （原始内容存档于2016-01-24）.
5. ↑  .   [2013-09-25]. （原始内容存档于2016-01-24）.